# Kerk van de Koningin van de Vrede (Košice)
De Kerk van de Koningin van de Vrede is een rooms-katholiek bedehuis in Košice (Slowakije).

## Ligging
Het gebouw is gelegen in de Milosrdenstva-straat, in de wijk: Košice-Juh.

## Patroon
De Maagd Maria, Koningin van de Vrede, is de beschermheilige. Sinds 1963 is deze kerk een nationaal cultureel monument van de Slowaakse Republiek.

## Architectuur
De kerk werd gebouwd in de crisisjaren 1938 - 1939, in de geest van functionalisme en modernisme. Zowel interieur als exterieur zijn relatief eenvoudig ingericht, minimaal versierd, en gericht op de functie die het bedehuis moeten vervullen. 
Na het Tweede Vaticaans Concilie, toen de liturgische ruimte in de kerken aan verandering onderhevig was, werd het oorspronkelijke hoofdaltaar uit deze kerk verwijderd en werd zijn functie overgenomen door het voorste glas-in-loodraam. Later werden twee zijramen gedeeltelijk afgedekt om het belangrijkste glas-in-loodraam meer te laten opvallen.
De auteur van het raam is de belangrijke Hongaarse glaskunstenaar Palka József. Het onderwerp van dit raam is Maria, de Koningin van de Vrede, die omringd is door engelen, en waarboven een witte duif is afgebeeld als symbool van de Heilige Geest.
Eronder staat de volgende toelichting:

VERGINA PACIS, ORA PRO NOBIS.(Koningin van de Vrede, bid voor ons.)

De inhoud van dit glas-in-loodraam is alleen binnen in de kerk waarneembaar, want aan de buitenkant is er bij wijze van beveiliging een groot raam met geelbruin sierglas geplaatst, wat de uitwendige waarneming bemoeilijkt.